# Leucinodes erosialis
Leucinodes erosialis is een vlinder uit de familie van de grasmotten (Crambidae), uit de onderfamilie van de Spilomelinae. De wetenschappelijke naam van deze soort is voor het eerst gepubliceerd in 1884 door Arnold Pagenstecher.
De soort komt voor in Indonesië (Ambon).